# Centre International de Formation Européenne

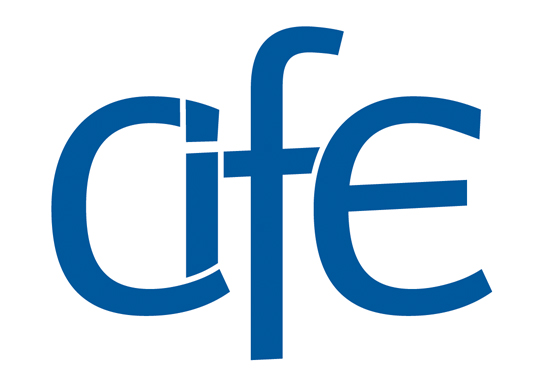
Logo do Centre International de Formation Européenne

CIFE - o Centre international de formation européenne é uma instituição europeia sem fins lucrativos de ensino superior e pesquisa criada em 1954. CIFE engloba atividades educacionais e de pesquisa que promovem a integração e a governança europeia, multilinguismo e mobilidade estudantil. CIFE educa estudantes europeus e internacionais como futuros Policy Officers em instituições europeias e organizações internacionais (Chargé de mission en organization européennes et internationales), um título profissional que é reconhecido pelo estado francês.
As atividades do CIFE incluem programas de mestrado, programas universitários de verão, conferências e seminários.
A CIFE tem sede em Nice (França) e filiais em Berlim (Alemanha), Bruxelas (Bélgica) e Istambul (Turquia). As línguas de ensino e de trabalho são o inglês, o francês e o alemão. O instituto é uma das seis instituições a receber uma subvenção de funcionamento da Comissão Europeia ao abrigo do Programa Jean Monnet do Erasmus+
O ex-presidente do Conselho Europeu e primeiro-ministro da Bélgica, Herman Van Rompuy, é presidente do CIFE desde 26 de janeiro de 2018. Ele sucede a Philippe Maystadt, ex-presidente do Banco Europeu de Investimento nomeado em janeiro de 2015 e falecido em dezembro de 2017, e Jean-Claude Juncker, presidente do CIFE de 2005 até sua eleição como presidente da Comissão Europeia em 2014.

## História
Alexandre Marc, reconhecido por alguns estudiosos como um dos mais renomados fundadores do federalismo europeu estabeleceu o CIFE como uma instituição educacional onde as ideias federalistas seriam ensinadas Em 1964, o CIFE fundou seu próprio instituto de pós-graduação, o Instituto Europeu de Altos Estudos Internacionais (IEHEI) (chinês: 欧洲学院), com o apoio da cidade de Nice e da Comissão Europeia. Desde a sua fundação, o Instituto formou vários laços de cooperação com universidades, principalmente na Alemanha, Itália, Turquia e Europa Central e Oriental para oferecer educação acadêmica de impacto internacional. O Instituto é constituído ativamente por um corpo docente internacional, composto por professores universitários e especialistas de todo o mundo. O CIFE se orgulha de endossar cada vez mais a diversidade ano após ano com um corpo estudantil internacional composto por pessoas de várias origens distintas. Em 2013, Matthias Waechter sucedeu a Hartmut Marhold como Diretor Geral, que lidera a instituição desde 2002 e que continua trabalhando no CIFE como Diretor de pesquisa e desenvolvimento.

## Projetos de pesquisa
O CIFE faz parte do projeto FEUTURE - The Future of EU-Turkey Relations: Mapping Dynamics and Testing Scenarios - e do projeto SEnECA - Strengthening and Energizing EU-Central Asia Relations. Ambos são projetos que recebem financiamento do Programa de Pesquisa e Inovação Horizonte 2020 da União Europeia.

## Publicações
O CIFE também é um centro de pesquisa; sua produção científica inclui regularmente livros, brochuras e resenhas focadas em assuntos da UE, Relações Internacionais e federalismo.

### L'Europe en formation
L'Europe en formation é uma revista bilingue (que inclui artigos em francês e inglês) sobre integração europeia, relações internacionais e federalismo, com uma abordagem transdisciplinar que reúne filosofia política, direito, economia, sociologia e cultura.
A revista foi lançada em 1960 e criou um comitê científico em 2008 para melhorar seu perfil acadêmico.

### Observação da UE-27
O EU-27 Watch acompanha os debates sobre a política da UE há 12 anos e fornece um rico conjunto de material de debates nacionais sobre a política europeia e é, portanto, uma fonte única para análises diacrônicas. Atualmente, esta publicação na Internet revisa os discursos sobre as políticas europeias em 31 países em uma perspectiva comparada.

### Livros e brochuras
A CIFE publica livros e brochuras sobre temas selecionados, apresentando os principais problemas que desafiam a integração europeia. Cada edição contém análises científicas sobre um tema central, contribuições científicas sobre vários tópicos, opiniões, bem como documentos informativos detalhados sobre os desenvolvimentos na política europeia e mundial.